# Кашелла, Базилио
Бази́лио Каше́лла (итал. Basilio Cascella; 2 октября 1860, Пескара, Королевство Обеих Сицилий — 24 июля 1950, Рим, Италия) — итальянский график и живописец, писавший картины в стиле веризма и создававший панно в стиле монументальной майолики.

## Биография
Родился в Пескаре 1 октября 1860 года в семье портного Франческо Паоло Кашелла и Марианны, урождённой Сичильяно. В 1870 году, вместе с семьёй, переехал в Ортону, где окончил начальную школу. Продолжил образование в вечерней школе в Пескаре. Во время обучения работал подмастерьем в типографии Луиджи Саломоне. В 1875 году переехал в Рим, где научился искусству литографии. Затем переехал в Неаполь, где зарабатывал на жизнь, рисуя визитные карточки и модные наряды. В Неаполе познакомился с художниками Доменико Морелли и Франческо Паоло Микетти.
В 1880 году, во время прохождения срочной военной службы в Павии, познакомился со скульптором Медардо Россо и художником Винченцо Иролли, которые обучили его профессиональной живописи. Переехал в Милан. При посредничестве Медардо Россо и художника Алеардо Виллы был принят в общество «Художественная семья» (итал. Famiglia artistica), в котором познакомился с художниками Гаэтано Превиати и Филиппо Каркано. В этот период Кашелла были написаны картины «Портрет матери», «Портрет Винченцо Иролли» и «Голова араба», входящие в собрания Государственного музея Базилио Кашелла в Пескаре.
В 1883 году вернулся в Ортону и расписал зал совета мэрии, утраченный во время Второй мировой войны. В 1884 году с картиной «Накидка и панталоны» участвовал в Генеральной выставке современного искусства в Турине. В 1887 и 1888 годах его картины демонстрировались на выставке в Венеции и на Национальной художественной выставке в Лондоне. В 1889 году Кашелла сочетался браком с Кончеттой Палмерио, от которой у него родились четыре дочери и три сына. Его сыновья Томмазо, Микеле, Джоаккино и внук Пьетро тоже стали художниками и скульпторами.
В 1893 году на выставке в Неаполе он представил публике картину «Борьба и конец». В 1894 году большой интерес у критики и публики вызвала его картина «Звук и сон», представленная на выставке в Неаполе и выставке Академии Брера в Милане. Полотно было написано им под влиянием реализма и символизма. В 1895—1896 годах на выставке Общества любителей искусств в Риме им была показана картина «Бесплодная», позднее выполненная им и в керамике. В 1899 году для Венецианской биеннале Кашелла написал картину «Купание пастушки», которую так и не выставил. В том же году он переехал с семьёй в Пескару, где некоторое время издавал журнал «Абруцценская иллюстрация». В этот период Кашелла был также художественным редактором журналов «Иллюстрированная трибуна» и «Южная иллюстрация» в Неаполе. В 1914 году в Пескаре им были проиллюстрированы и изданы несколько выпусков журнала «Великая иллюстрация». В издании журнала ему помогали сыновья Микеле и Томмазо. Помимо иллюстраций в журналах и книгах, Кашелла писал открытки, плакаты и гравюры.
Среди работ художника в этот период выделяют офорты «Портрет матери Д’Аннунцио» (1904) и «Триумф смерти» (1905), литографии «Поцелуй матери» (1904), «Голова Медузы» (1905), «Кантоэбро» (1905), картину «Источник» (1906). Последняя была утрачена во время Второй мировой войны. В 1910 году литографией «Голос двадцати» Кашелла участвовал на Национальной выставке изящных искусств в Милане. После сотрудничества с журналом «Природа и искусство» в 1910—1912 годах, в конце 1917 года художник переехал из Милана в Рапино, где увлёкся керамикой и стал основателем монументальной майолики. Им были созданы многочисленные керамические плитки, блюда, амфоры, вазы и панно. В 1925 году в керамике им был выполнен «Портрет Франческо Паоло Тости». За год до этого, вместе с сыном Томмазо, он создал панно для надгробия героя Первой мировой войны Андреа Бафиле. В 1927 году Кашелла выполнил семь панелей, изображавшие аллегории, для галереи курорта Теттуччо. Его монументальная майолика «Дочь Иаира» выставлялась на II и III Международной выставке декоративного искусства в Монце в 1925 и 1927 годах,  на выставке Общества любителей искусств в Риме в 1928 году и в галерее Пезаро в Милане в 1929 году, вместе с работами сына Микеле.
В 1928 году переехал в Рим, где жил до самой смерти. Был лоялен к фашистскому режиму. В 1929—1934 годах был депутатом XXVIII Законодательного собрания. Вместе с политической деятельностью, продолжил активно заниматься творчеством. В 1930—1931 годах им были созданы пять панелей с видами итальянских городов для здания Центрального вокзала в Милане. В 1939—1940 годах, в сотрудничестве с сыновьями Томмазо и Микеле, художник создал монументальную майолику для станции Мессина-Мариттима в Мессине. В 1931 году участвовал на I Квадринале современного искусства в Риме. В 1937 году — на IV выставке провинциального объединения изящных искусств Абруццо и Молизе, проходившей в Кампобассо. К произведениям этого периода относятся картины «Свадьба принца Пьемонтского» (1930), «День веры», «Италийский народ» и «Кузнец» (1936—1941), «Триумф свободы» (1947). Последняя персональная выставка художника прошла в Милане в 1948 году. Скончался в Риме 24 июля 1950 года.
Работы художника входят в собрания Государственного музея Базилио Кашелла в Пескаре, Государственной музея искусств Костантино Барбелла в Кьети и Национальной галереи современного искусства в Риме. В 1955 году в Ортоне была учреждена Национальная премия в области современного искусства им. Базилио Кашелла.